# Mekongjättemal
Mekongjättemal (Pangasianodon gigas) är en art i fiskfamiljen hajmalar som förekommer i Mekongfloden.  

## Beskrivning
Mekongjättemalen kan bli upp till 3 meter lång och väga mer än 300 kg, vilket gör den till en av världens största sötvattensfiskar. Det största fångade exemplaret vägde 293 kg. Kroppen saknar ränder, fisken har grå fenor, och saknar både tänder och de skäggtömmar som annars är vanliga hos malfiskar. Tillväxten är mycket snabb, arten växer mellan 150 och 200 kg de första sex åren.

## Utbredning
Mekongjättemalen är endemisk för Mekongfloden (den finns bara där) där den flyter genom Vietnam, Thailand, Kambodja och Laos. Arten var vanlig i början på 1900-talet, men under 1970-talet började fångsterna minska märkbart. Främsta orsaken är överfiskning, arten betraktas som en god matfisk. Ett annat hot är habitatförlust till följd av dammbyggnation. Exakta siffror på den nuvarande populationen förekommer inte, men IUCN uppskattar att beståndet har minskat med mer än 80 % mellan 1990 och 2011. Nedgången förväntas fortsätta, och IUCN har därför rödlistat arten som akut hotad ("CR"). I Thailand är fisket starkt begränsat med en total, årlig kvot på mindre än 20 individer. I Vietnam förekommer inget fiske, medan det är helt förbjudet i Kambodja och Laos, dock med begränsad framgång. Arten odlas dessutom i fångenskap för utsättning.

## Ekologi
Arten är en bottenlevande fisk, som lever på alger och detritus. Den vandrar årligen, mellan oktober och november, norrut i floden för att leka. Könsmognad har konstaterats vid 17 års ålder hos en odlad fisk. Livslängden hos viltlevande fiskar är inte säkert känd, men i fångenskap har den nått en ålder av 35 år.